# Radioaktivität

DIN EN ISO 7010 W003: Warnung vor radioaktiven Stoffen oder ionisierenden Strahlen (auch auf abschirmenden Behältern)

Radioaktivität (von französisch radioactivité, zu lateinisch radiare „strahlen“ und activus „tätig“, „wirksam“, zusammengesetzt also „Strahlungstätigkeit“) ist die Eigenschaft instabiler Atomkerne, spontan ionisierende Strahlung auszusenden. Der Atomkern wandelt sich dabei unter Aussendung von Teilchen in einen anderen Kern (Tochterkern) um oder ändert unter Energieabgabe seinen Zustand. Die durch den Prozess ausgestrahlte ionisierende Strahlung wird umgangssprachlich auch „radioaktive Strahlung“ genannt.
Die Bezeichnung Radioaktivität wurde 1898 erstmals vom Ehepaar Marie Curie und Pierre Curie für das zwei Jahre vorher von Antoine Henri Becquerel entdeckte Phänomen geprägt.
Man nennt den Umwandlungsprozess auch radioaktiver Zerfall oder Kernzerfall.
Atomsorten mit instabilen Kernen nennt man Radionuklide.
Die beim Umwandlungsprozess frei werdende Energie wird als Bewegungsenergie ausgesandter Teilchen (meist Alpha- oder Beta-Teilchen) oder als Strahlungsenergie von Gammastrahlung abgegeben. Art und Energiespektrum der Strahlung sind für das jeweilige Radionuklid typisch. Diese Strahlungsarten sind für den Menschen – ebenso wie Höhen- und Röntgenstrahlung – nicht direkt wahrnehmbar und können je nach den Umständen schädlich (siehe Strahlenschaden, Strahlenwirkung) oder nützlich (siehe z. B. Strahlensterilisation, Radionuklidtherapie, Brachytherapie) sein.
Nach einer für jedes radioaktive Nuklid charakteristischen Zeit, der Halbwertszeit, hat sich dessen Menge halbiert, somit auch seine Aktivität. Halbwertszeiten können im Bereich von Sekundenbruchteilen bis zu Quadrillionen Jahren liegen.
Radionuklide kommen in der Natur vor. Sie entstehen aber auch z. B. in Kernreaktoren oder durch Kernwaffen-Explosionen. In Teilchenbeschleunigern können sie gezielt hergestellt werden. Radioaktive Substanzen finden Anwendung u. a. in Radionuklidbatterien und -Heizelementen zur Energieversorgung in der Raumfahrt sowie in der Nuklearmedizin und Strahlentherapie. In der Archäologie nutzt man den radioaktiven Zerfall zur Altersbestimmung, beispielsweise mit der Radiokarbonmethode.

## Begriffsverwendungen

### Radioaktiver Zerfall
Der Begriff „Radioaktiver Zerfall“ bezieht sich ursprünglich auf die an einem Radionuklid beobachtete Abnahme seiner Strahlungsintensität mit der Zeit (sofern das Radionuklid nicht durch andere Prozesse ständig neu erzeugt wird). Er wird auch für die Abnahme der Menge des Radionuklids benutzt.
Fachsprachlich wird darüber hinaus auch die spontane Umwandlung des einzelnen Atomkerns – und manchmal überhaupt jede spontane Zustandsänderung eines quantenmechanisch beschriebenen Systems – als Zerfall bezeichnet, z. B. „Gammazerfall“ schon für die Emission eines einzigen Gammaquants. Im Wortsinn handelt es sich dabei weniger um einen Zerfall als um eine Umwandlung
des Atomkerns bzw. des Systems.

### Radioaktive Substanzen und Strahlung
In der Alltagssprache und in öffentlichen Diskussionen werden radioaktive Substanzen und ihre Strahlung oft nicht unterschieden. So wird von radioaktiver Strahlung gesprochen. Diese Wortkombination ist genau genommen falsch, denn nicht die Strahlung selbst ist radioaktiv, sondern die Substanzen (Strahler), aus denen sie austritt; gemeint ist ionisierende Strahlung radioaktiver Substanzen. Früher war hierfür der Begriff Becquerelstrahlen (engl.: Becquerel rays) gebräuchlich.
In Berichten über kerntechnische Zwischenfälle wird oft von ausgetretener Strahlung gesprochen, obwohl es dann meist um unbeabsichtigt freigesetzte radioaktive Stoffe wie Caesium-137 und Iod-131 geht. Diese können, etwa durch Aufnahme in den menschlichen Körper, erheblich gefährlicher sein als die aus einer Anlage austretende Strahlung selbst.

## Geschichte

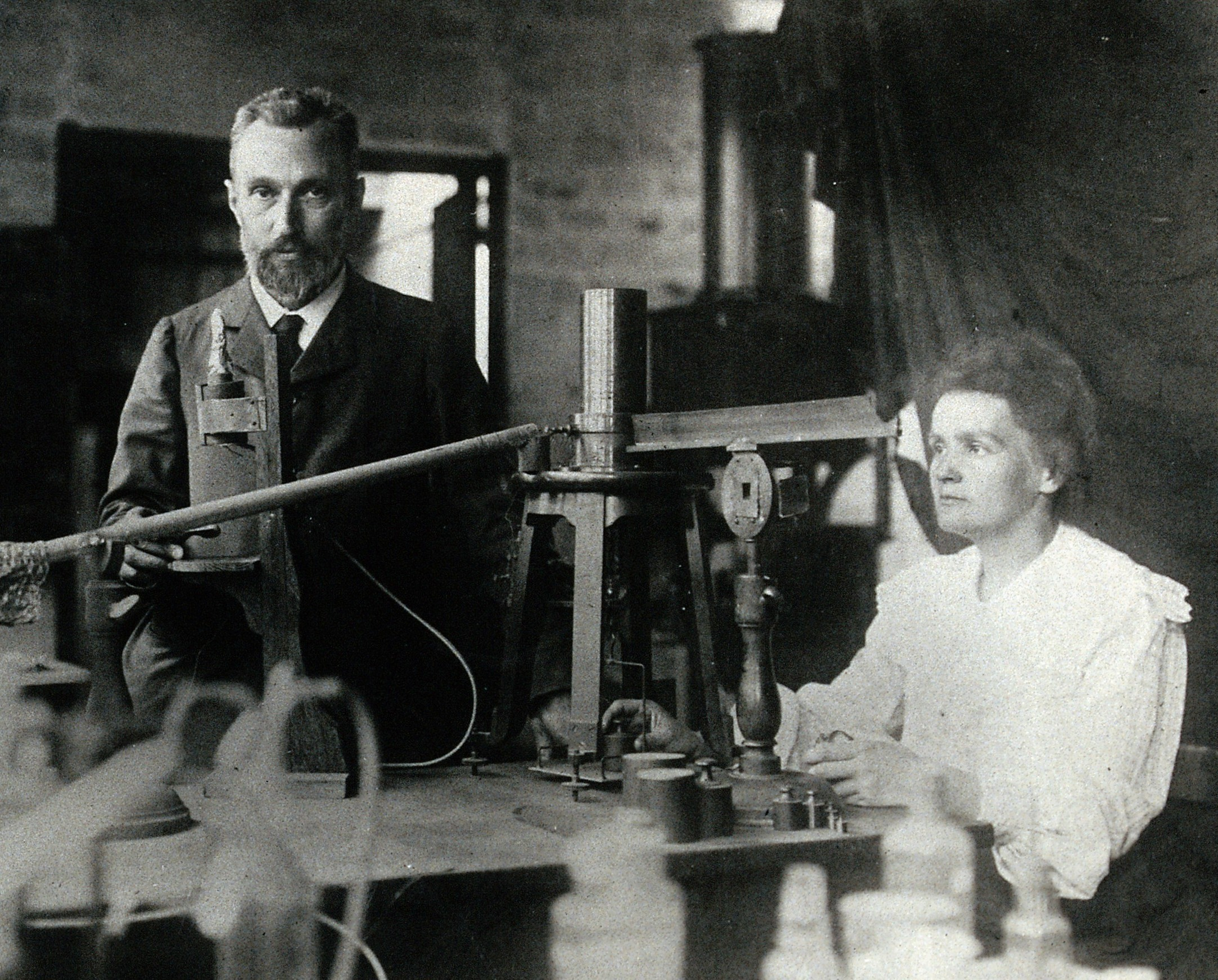
Pierre und Marie Curie

1896 entdeckte Antoine Henri Becquerel beim Versuch, die gerade gefundene Röntgenstrahlung als Fluoreszenzerscheinung zu erklären, dass Uransalze auch ohne vorherige Belichtung fotografische Platten schwärzen. Dies schloss Fluoreszenz als Ursache aus. Wie er später feststellte, konnte diese neue Strahlung lichtundurchlässige Stoffe durchdringen und Luft ionisieren, ohne dabei von Temperaturänderungen oder chemischen Behandlungen der Probe beeinflusst zu werden. 1898 entdeckten Marie und Pierre Curie die Radioaktivität von Thoriumoxid und isolierten zwei bis dahin unbekannte weitaus stärker strahlende Substanzen, die sie Radium und Polonium tauften.
1898 gelang es Ernest Rutherford durch Untersuchung des Durchdringungsvermögens zwei Strahlungskomponenten zu unterscheiden, die er als α-(Alpha)- und β-(Beta)-Strahlung bezeichnete. 1899 konnten Stefan Meyer und Egon Schweidler sowie Friedrich Giesel zeigen, dass diese in magnetischen Feldern in entgegengesetzte Richtungen abgelenkt werden. 1900 entdeckte Paul Villard eine dritte Komponente, die sich nicht durch Magnetfelder ablenken ließ und die besonders durchdringend war. Für diese dritte Strahlungsart prägte Rutherford 1903 die Bezeichnung γ-(Gamma)-Strahlung. Bis 1909 hatte sich erwiesen, dass Alphastrahlung aus Heliumkernen und Betastrahlung aus Elektronen besteht. Die Vermutung, dass es sich bei Gammastrahlung um elektromagnetische Strahlung handelt, konnte erst 1914 von Rutherford und Edward Andrade bestätigt werden.
Bereits 1903 – sechs Jahre vor dem Nachweis von Atomkernen – entwickelten Rutherford und Frederick Soddy eine Hypothese, nach der Radioaktivität mit der Umwandlung von Elementen (Transmutation) verbunden ist. Davon ausgehend formulierten 1913 Kasimir Fajans und Frederick Soddy die radioaktiven Verschiebungssätze. Diese beschreiben die Änderung von Massen- und Ordnungszahl bei Alpha- und Betazerfall, womit die natürlichen Zerfallsreihen als eine schrittweise Abfolge dieser Zerfallsprozesse erklärt werden konnten.
1933 gelang es Irène und Frédéric Joliot-Curie erstmals, neue radioaktive Elemente zu erzeugen. Durch den Beschuss von Proben mit α-Teilchen konnten sie Nuklide herstellen, die aufgrund ihrer kurzen Halbwertszeiten in der Natur nicht vorkommen. 1934 entdeckten sie bei ihren Versuchen eine neue Art des Betazerfalls, bei der Positronen anstelle von Elektronen abgestrahlt wurden. Seither unterscheidet man zwischen β+- und β−-Strahlung.
1980 sagten Aureliu Săndulescu, Dorin N. Poenaru und Walter Greiner aufgrund theoretischer Überlegungen eine neue Art der Radioaktivität voraus, bei der Kerne emittiert werden, die schwerer als α-Teilchen sind. Der erste experimentelle Nachweis eines solchen Clusterzerfalls gelang H. J. Rose und George Arnold Jones 1983 an der University of Oxford. Sie beobachteten, dass 223Ra, normalerweise ein α-Strahler, sehr selten unter Aussendung eines 14C-Kerns zu 209Pb zerfällt.

## Physikalische Grundlagen

Nuklidkarte der radioaktiven Zerfallsart. Schwarz gezeichnete Nuklide sind stabil, farbige sind instabil. Die diagonale Linie zeigt Nuklide gleicher Protonen- und Neutronenzahl. Man erkennt, dass Nuklide mit mehr als etwa 20 Protonen nur mit einem Neutronenüberschuss stabil sind. Das schwerste stabile Nuklid ist Blei-208 mit 82 Protonen und 126 Neutronen.

### Stabilität
In der Natur kommen nach derzeitigem Kenntnisstand 255 stabile Nuklide sowie etwa 100 instabile Nuklide vor. Insgesamt sind etwa 3000 radioaktive Nuklide (Radionuklide) bekannt. Die weitaus meisten aller bekannten Nuklide sind also als radioaktiv nachgewiesen.
Ist Radioaktivität bei einem Nuklid nicht beobachtet worden, gibt es zwei Möglichkeiten:
- das Nuklid ist im absoluten Sinn stabil, d. h., es gibt nach dem Wissensstand der Physik keinen energieärmeren Zustand, in den es übergehen (zerfallen) könnte;
- das Nuklid könnte zwar theoretisch zerfallen, aber es wurde bisher kein Zerfallsereignis oder eindeutiges Zerfallsprodukt sicher nachgewiesen (observationally stable nuclide).

Ein Beispiel der ersten Art ist Helium-4. Ein Beispiel der zweiten Art ist Blei-208, das schwerste Nuklid ohne nachgewiesenen Zerfall. Sein Alphazerfall 208Pb → 204Hg + α würde etwa 0,5 MeV Energie freisetzen. Abschätzungen der Halbwertszeit nach verschiedenen Varianten der Geiger-Nuttall-Regel ergeben mehr als 10100 Jahre, also mindestens das 1090-fache des Alters des Universums. Daher wird dieser Zerfall voraussichtlich nie beobachtet werden. Es gibt noch weitere Nuklide mit möglichem, aber nicht beobachtetem Zerfall. Die Gesamtzahl stabiler Nuklide steht daher heute (2020) noch nicht fest.
Alle Elemente bis zum Blei, außer Technetium und Promethium, haben ein oder mehrere stabile Isotope; die Anzahl stabiler Isotope geht bis zu zehn (Zinn). Alle Elemente schwerer als Blei sind instabil (radioaktiv).

#### Einfluss von Kernmasse und Neutronen-Protonen-Verhältnis
Nur zwei sehr leichte Nuklide, der normale Wasserstoff 1H und das seltene Helium-Isotop 3He, sind mit weniger Neutronen als Protonen stabil. Alle anderen Nuklide „benötigen“ zur Stabilität mindestens ebenso viele (6Li, 10B, 12C, 14N, 16O, 20Ne, 24Mg, 28Si, 32S, 36Ar und 40Ca), meist aber sogar mehr Neutronen als Protonen. Das durchschnittliche Verhältnis von Neutronenzahl zu Protonenzahl wächst mit zunehmender Ordnungszahl von 1:1 für sehr leichte Nuklide zu 1,54:1 für die schwersten stabilen Nuklide (siehe auch Neutronenüberschuss). Alle Nuklide mit zu vielen oder zu wenigen Neutronen sind instabil und damit radioaktiv. Kerne mit mehr als 208 Teilchen sind immer instabil.
Die stabilsten Nuklide – also die mit der höchsten Bindungsenergie pro Nukleon – sind 62Ni, 58Fe und 56Fe. Unmittelbare Nachbarn wie z. B. 63Ni oder 60Co sind aber schon radioaktiv. Neben einem ausgewogenen Verhältnis von Neutronen zu Protonen ist es entscheidend, ob die Anzahl der Neutronen und Protonen jeweils gerade (tendenziell stabiler) oder ungerade (tendenziell instabiler) ist. Die Bindungsenergie kann mit der Bethe-Weizsäcker-Formel näherungsweise berechnet werden.
Für nicht stabile Nuklide kann man abschätzen, auf welche Art (weiter unten beschriebenen) sie zerfallen:
- zu viele Neutronen: Beta-Minus-Zerfall; bei großem Überschuss auch direkte Neutronenemission
- zu viele Protonen: Beta-Plus-Zerfall oder Elektroneneinfang; bei großem Überschuss auch direkte Protonenemission
- zu schwer: Alphazerfall; selten auch Clusterzerfall oder Spontanspaltung (Fission)

Ein Gamma-Zerfall tritt in der Regel als Folgeprozess nach einem vorangegangenen Zerfall anderer Art auf.
Allgemein ist die Halbwertszeit umso kürzer, je weiter das Nuklid von der Stabilität (schwarze Felder der Nuklidkarte) entfernt ist.

### Zeitliche Abnahme durch Zerfall
Radioaktiver Zerfall ist kein deterministischer Prozess. Der Zerfallszeitpunkt jedes einzelnen Atomkerns ist zufällig. Allerdings gibt es für jedes Radionuklid eine bestimmte Zerfallswahrscheinlichkeit (Anzahl pro Zeitspanne); bei makroskopischen Stoffmengen führt dies dazu, dass die Menge des Nuklids exponentiell abnimmt, wie es das Zerfallsgesetz beschreibt. Die Zerfallswahrscheinlichkeit kann durch die Halbwertszeit angegeben werden, d. h. den Zeitraum, nach dem die Hälfte der Atomkerne einer Anfangsmenge zerfallen ist. Radioaktive Halbwertszeiten liegen im Bereich von winzigen Sekundenbruchteilen bis hin zu Quadrillionen Jahren. Je kürzer die Halbwertszeit, desto größer ist bei gegebener Substanzmenge die Aktivität dieses Nuklids.
Die Gesamtaktivität einer Ursprungsmenge kann um ein Vielfaches ansteigen, wenn beim Zerfall kein stabiles oder langlebiges Nuklid entsteht. Die Substanz reichert sich mit Radionukliden der Zerfallsreihe an, die jeweils die gleiche Aktivität wie der ursprüngliche Prozess haben. Dabei stellt sich ein säkulares Gleichgewicht ein. Dies erfolgt bei z. B. 137Cs nach wenigen Minuten, bei 232Th dauert es etliche Jahre.
| Isotop | Halbwertszeit        | spezifische Aktivität des Nuklids | spezifische Aktivität der Zerfallsreihe | Zerfalls- arten |
| ------ | -------------------- | --------------------------------- | --------------------------------------- | --------------- |
| 131I   | 8 Tage               | 4.600.000.000.000 Bq/mg           | 4.600.000.000.000 Bq/mg                 | β−              |
| 137Cs  | 30 Jahre             | 3.200.000.000 Bq/mg               | 6.230.000.000 Bq/mg                     | β−              |
| 239Pu  | 24.110 Jahre         | 2.300.000 Bq/mg                   | 2.300.000 Bq/mg                         | α               |
| 235U   | 704.000.000 Jahre    | 80 Bq/mg                          | 160 Bq/mg                               | α, β−           |
| 238U   | 4.468.000.000 Jahre  | 12 Bq/mg                          | 37 Bq/mg                                | α, β−           |
| 232Th  | 14.050.000.000 Jahre | 4 Bq/mg                           | 41 Bq/mg                                | α, β−           |

### Statistische Schwankungen
Die Aktivität A einer Substanzmenge ist der Erwartungswert der Zahl der Zerfälle N pro Zeitspanne. Die tatsächliche Zahl von Zerfällen, die man in einem bestimmten Zeitintervall T beobachtet, schwankt zufällig um den Erwartungswert NT = A·T; die Häufigkeit, mit der dabei eine bestimmte Anzahl k auftritt, folgt einer Poisson-Verteilung. Dieser Prozess steckt z. B. hinter der Unregelmäßigkeit des Knackens eines Kontaminationsnachweisgerätes („Geigerzähler“).
Die Poisson-Verteilung lässt sich bei genügend großer mittlerer Zahl näherungsweise durch die Gauß-Verteilung beschreiben. Die Standardabweichung bei {\displaystyle N} Zerfallsereignissen im gewählten Zeitintervall beträgt {\displaystyle {\sqrt {N}}}.

## Zerfallsarten

Verschiedene Zerfallsarten eines Nuklids in der Nuklidkarten-Darstellung: senkrecht: Ordnungszahl (Protonenzahl) Z, waagerecht: Neutronenzahl N

Die häufigsten, wichtigsten und am längsten bekannten Zerfallsarten, auch als Zerfallsmodus (ZM) oder Zerfallskanal bezeichnet, sind Alpha-, Beta- und Gamma-Zerfall. Da die Natur dieser Vorgänge zur Zeit ihrer Entdeckung unbekannt war, bezeichnete man die drei Strahlenarten in der Reihenfolge zunehmenden Durchdringungsvermögens mit den ersten drei (Klein-)Buchstaben des griechischen Alphabets: α, β und γ.
- Beim Alpha-Zerfall emittiert der Atomkern ein Alphateilchen, das aus zwei Protonen und zwei Neutronen besteht. Hierdurch verringert sich die Massenzahl um 4 und die Ordnungszahl um 2.
- Beim Beta-Zerfall im engeren Sinn emittiert der Atomkern entweder ein Elektron oder ein Positron; dieses entsteht im Atomkern bei der Umwandlung eines Neutrons in ein Proton bzw. eines Protons in ein Neutron. Die Massenzahl bleibt gleich, die Ordnungszahl ändert sich um +1 bzw. −1.
- Beim Gamma-Zerfall emittiert der Atomkern ein hochenergetisches Photon. Massen- und Ordnungszahl bleiben gleich, nur der Anregungszustand des Kerns verringert sich. Gamma-Zerfall tritt meist als unmittelbare Folge eines vorangegangenen Alpha- oder Beta-Zerfalls auf.

Außer diesen drei Umwandlungsarten wurden später weitere entdeckt. Die meisten davon sind selten und nur für die physikalische Forschung selbst von Interesse; eine gewisse praktische Bedeutung hat außer Alpha-, Beta- und Gamma-Zerfall noch die Spontanspaltung.
Manche Nuklide können auf mehrere Arten zerfallen, haben also mehr als einen Zerfallskanal. Eine Nuklidkarte ist eine graphische Übersicht aller stabilen und instabilen Nuklide einschließlich ihrer beobachteten Zerfallsarten und Halbwertszeiten.
Die Vielzahl existierender Zerfallsarten lässt sich in Kategorien einteilen:
Zerfälle unter Aussendung von NukleonenViele radioaktive Kerne wandeln sich unter Aussendung von Nukleonen, d. h. von Protonen, Neutronen oder leichten Kernen um. Prominentestes Beispiel ist der Alpha-Zerfall. Hierbei spaltet der Mutterkern einen Heliumkern ab. Seltener werden einzelne Neutronen oder Protonen oder ganze Kohlenstoff- oder andere leichte Kerne emittiert (ausgesendet). Alle Zerfälle mit Aussendung von Nukleonen werden durch die starke Wechselwirkung zusammen mit der elektromagnetischen Wechselwirkung vermittelt.
Beta-ZerfälleWenn bei einem Zerfall Elektronen (oder deren Antiteilchen) beteiligt sind, spricht man von einem Beta-Zerfall. Es gibt verschiedene solcher Prozesse. Es muss nicht immer ein Elektron als Produkt entstehen, es kann auch wie beim Elektroneneinfang ein Elektron umgewandelt werden. Alle Betazerfälle sind Prozesse der schwachen Wechselwirkung.
Übergänge zwischen Zuständen desselben KernsIn diesem Fall werden keinerlei Materieteilchen ausgesendet. Entsprechend wandelt sich auch der Kern nicht in einen anderen um; er gibt lediglich überschüssige Energie ab. Diese kann als Gammastrahlung frei werden oder an ein Elektron der Atomhülle abgegeben werden (innere Konversion). Es handelt sich um Vorgänge der elektromagnetischen Wechselwirkung.

### Übersicht
| △                                            | Zerfallsmodus                            | teilnehmende Teilchen | Tochterkern  | emittierte Teilchen |
| -------------------------------------------- | ---------------------------------------- | --- | ------------ | ------------------- |
| Zerfälle unter Aussendung von Nukleonen      |                                          | |              |                     |
| α                                            | Alpha-Zerfall                            | Der Kern emittiert einen 4He-Kern (A=4, Z=2), auch Alphateilchen genannt. | (A−4, Z−2)   | 4He                 |
| SF                                           | Spontane Spaltung                        | Der Kern zerfällt unter Emission von meist zwei bis drei Neutronen in zwei mittelschwere Kerne, selten in zusätzliche (meist leichte) Kerne.                                                                 | 2+ Kerne     | 2…3 n               |
| AcZc                                         | Clusterzerfall                           | Der Kern emittiert einen kleineren Kern (14C bis 28Si) mit Ac, Zc. Es verbleibt ein schwerer Kern (Massenzahl > ca. 200). Der α-Zerfall wird aus historischen Gründen nicht zu den Clusterzerfällen gezählt. | (A−Ac, Z−Zc) | (Ac, Zc)            |
| p                                            | Protonenemission                         | Der Kern emittiert ein Proton. | (A−1, Z−1)   | p                   |
| n                                            | Neutronenemission                        | Der Kern emittiert ein Neutron. | (A−1, Z)     | n                   |
| 2p                                           | Doppelte Protonenemission                | Der Kern emittiert gleichzeitig zwei Protonen. | (A−2, Z−2)   | 2 p                 |
| 2n                                           | Doppelte Neutronenemission               | Der Kern emittiert gleichzeitig zwei Neutronen. | (A−2, Z)     | 2 n                 |
| Beta-Zerfälle                                |                                          | |              |                     |
| β−                                           | Beta-Minus-Zerfall                       | Der Kern emittiert ein Elektron und ein Elektron-Antineutrino. | (A, Z+1)     | ν̅e, e−              |
| β+                                           | Beta-Plus-Zerfall                        | Der Kern emittiert ein Positron und ein Elektron-Neutrino. | (A, Z−1)     | νe, e+              |
| K (ε)                                        | Elektroneneinfang                        | Der Kern absorbiert ein Elektron der Atomhülle und emittiert ein Elektron-Neutrino. | (A, Z−1)     | νe                  |
| ββ (2β−)                                     | Doppelter Beta-Minus-Zerfall             | Der Kern emittiert zwei Elektronen und zwei Elektron-Antineutrinos. | (A, Z+2)     | 2 ν̅e, 2 e−          |
| (2β+)                                        | Doppelter Beta-Plus-Zerfall              | Der Kern emittiert zwei Positronen und zwei Elektron-Neutrinos. Bislang kein experimenteller Nachweis. | (A, Z−2)     | 2 νe, 2 e+          |
| (εβ+)                                        | Elektroneneinfang mit Positronenemission | Der Kern absorbiert ein Elektron der Atomhülle und emittiert ein Positron und zwei Elektron-Neutrinos. Bislang kein experimenteller Nachweis.                                                                | (A, Z−2)     | 2 νe, e+            |
| KEC (2ε)                                     | Doppelter Elektroneneinfang              | Der Kern absorbiert zwei Elektronen der Atomhülle und emittiert zwei Elektron-Neutrinos. | (A, Z−2)     | 2 νe                |
| Übergänge zwischen Zuständen desselben Kerns |                                          | |              |                     |
| IT                                           | Gamma-Zerfall                            | Der angeregte Kern emittiert ein (meist) hochenergetisches Photon (Gammaquant). | (A, Z)       | γ                   |
| (IC)                                         | Innere Konversion                        | Der angeregte Kern überträgt Energie auf ein Hüllenelektron, welches das Atom verlässt. | (A, Z)       | e−                  |
|                                              | Innere Paarbildung                       | Der angeregte Kern emittiert ein Elektron-Positron-Paar. | (A, Z)       | e−, e+              |

- Die Kurzbezeichnungen ohne Klammern werden in der Isotopenauflistung der deutschsprachigen Wikipedia verwendet, die in Klammern werden häufig auf anderen Webseiten verwendet.

### Zerfälle unter Aussendung von Nukleonen
Es gibt verschiedene Arten von Zerfällen, bei denen Nukleonen einzeln oder gebunden emittiert werden. Mit Abstand die größte Bedeutung hat hierbei der α-Zerfall. In all diesen Fällen bleibt die Gesamtzahl der Protonen und der Neutronen jeweils unverändert.

#### Alpha-Zerfall (α)
Ein Alpha-Zerfall tritt hauptsächlich bei schwereren und relativ neutronenarmen Nukliden auf. Dabei verlässt ein Helium-4-Kern, in diesem Fall Alphateilchen genannt, mit einer Geschwindigkeit von 3 bis 8 Prozent der Lichtgeschwindigkeit den Mutterkern. Dies ist trotz der hohen Coulombbarriere aufgrund des Tunneleffekts möglich. Der Restkern, auch Rückstoßkern oder Tochterkern genannt, hat nach dem Vorgang eine um 4 verringerte Nukleonenzahl und eine um 2 verringerte Kernladungszahl.
Die allgemeine Formel des Alpha-Zerfalls lautet
{\displaystyle {}_{Z}^{A}\mathrm {X} \to {}_{Z-2}^{A-4}\mathrm {Y} +~_{2}^{4}\mathrm {He} }
Der Mutterkern X mit Nukleonenzahl (Massenzahl) A und Protonenzahl Z zerfällt unter Aussendung eines Alphateilchens in den Tochterkern Y mit einer um 4 verminderten Nukleonenzahl und um 2 verminderten Protonenzahl.
Beispiel: Der Zerfall von Uran-238 in Thorium-234:
{\displaystyle {}_{\ 92}^{238}\mathrm {U} \to {}_{\ 90}^{234}\mathrm {Th} +\alpha }

#### Spontane Spaltung (SF)
Bei besonders schweren Kernen jenseits der Ordnungszahl 90 (Thorium) ist die spontane Spaltung ein weiterer radioaktiver Umwandlungsprozess. Der Atomkern zerfällt in zwei (selten mehr) mittelschwere Tochterkerne und setzt dabei zwei oder drei Neutronen frei:
{\displaystyle {}_{\ 98}^{252}\mathrm {Cf} \to {}_{\ 56}^{145}\mathrm {Ba} +{}_{\ 42}^{104}\mathrm {Mo} +3~{}_{0}^{1}\mathrm {n} }
{\displaystyle {}_{\ 98}^{252}\mathrm {Cf} \to {}_{\ 50}^{128}\mathrm {Sn} +{}_{\ 48}^{122}\mathrm {Cd} +2~{}_{0}^{1}\mathrm {n} }
Natürlich vorkommenden Uranisotope zerfallen zu einem winzigen Teil durch spontane Spaltung:
{\displaystyle {}_{\ 92}^{235}\mathrm {U} \to {}_{\ 56}^{142}\mathrm {Ba} +{}_{36}^{90}\mathrm {Kr} +3~{}_{0}^{1}\mathrm {n} }
{\displaystyle {}_{\ 92}^{238}\mathrm {U} \to {}_{\ 54}^{140}\mathrm {Xe} +{}_{38}^{96}\mathrm {Sr} +2~{}_{0}^{1}\mathrm {n} }
{\displaystyle {}_{\ 92}^{235}\mathrm {U} \to {}_{\ 53}^{135}\mathrm {I} +{}_{39}^{98}\mathrm {Y} +2~{}_{0}^{1}\mathrm {n} }
{\displaystyle {}_{\ 92}^{238}\mathrm {U} \to {}_{\ 51}^{133}\mathrm {Sb} +{}_{\ 41}^{102}\mathrm {Nb} +3~{}_{0}^{1}\mathrm {n} }
Neben der meist binären Kernspaltung tritt selten auch eine ternäre Kernspaltung auf, bei der also ein drittes (leichtes) Teilchen auftritt. Meist ist dieses Teilchen ein 4He- oder 3H-Kern.
Noch seltener treten quaternäre Kernspaltungen auf, in denen zwei weitere leichte Teilchen (auch hier meist 4He) entstehen.

#### Clusterzerfall (AcZc)
Statt einzelner Nukleonen oder Helium-4-Kerne werden in sehr seltenen Fällen auch größere Atomkerne emittiert, die aber verglichen mit dem Mutterkern immer noch klein sind (im Gegensatz zur spontanen Spaltung, bei der die Spaltprodukte von der gleichen Größenordnung sind).
Diese Zerfallsform wurde 1980 vorhergesagt und 1983 experimentell bestätigt.
Beispiele:
{\displaystyle {}_{\ 97}^{247}\mathrm {Bk} \to {}_{\ 91}^{235}\mathrm {Pa} +{}_{\ 6}^{12}\mathrm {C} }
{\displaystyle {}_{\ 97}^{247}\mathrm {Bk} \to {}_{\ 77}^{199}\mathrm {Ir} +{}_{20}^{48}\mathrm {Ca} }
{\displaystyle {}_{\ 98}^{248}\mathrm {Cf} \to {}_{\ 90}^{232}\mathrm {Th} +{}_{\ 8}^{16}\mathrm {O} }

#### Spontane Nukleonenemission (p, n, 2p, 2n)
Bei Kernreaktionen können sehr kurzlebige Kerne mit besonders großem oder besonders niedrigem Proton-zu-Neutron-Verhältnis entstehen, die dann einzelne Nukleonen emittieren. Atomkerne mit sehr hohem Protonenüberschuss können Protonen abgeben, Atomkerne mit hohem Neutronenüberschuss können Neutronen abgeben.
{\displaystyle {}_{Z}^{A}\mathrm {X} \to {}_{Z-1}^{A-1}\mathrm {Y} +{}_{1}^{1}\mathrm {p} }
{\displaystyle {}_{Z}^{A}\mathrm {X} \to {}_{Z}^{A-1}\mathrm {X} +{}_{0}^{1}\mathrm {n} }
Beispiel: Bor-9 spaltet ein Proton ab, um den Überschuss auszugleichen:
{\displaystyle {}_{5}^{9}\mathrm {B} \to {}_{4}^{8}\mathrm {Be} +{}_{1}^{1}\mathrm {p} }
Beispiel: Helium-5 sendet dagegen spontan ein Neutron aus:
{\displaystyle {}_{2}^{5}\mathrm {He} \to {}_{2}^{4}\mathrm {He} +{}_{0}^{1}\mathrm {n} }
Dies geschieht sehr schnell (typische Lebenszeit der Mutterkerne: 10−22 s bis 10−18 s).
Da Kerne mit ungeradzahliger Protonen- bzw. Neutronenzahl (noch) weniger stabil sind als Kerne mit gerader, kann bei geradzahligen Kernen auch ein Zwei-Protonen- bzw. Zwei-Neutronen-Zerfall auftreten, bei dem zwei Nukleonen gleichzeitig emittiert werden.
Beispiel: Der Zerfall von Schwefel-26 in Silicium-24:
{\displaystyle {}_{16}^{26}\mathrm {S} \to {}_{14}^{24}\mathrm {Si} +2~{}_{1}^{1}\mathrm {p} }
Beispiel: Der Zerfall von Beryllium-16 in Beryllium-14:
{\displaystyle {}_{4}^{16}\mathrm {Be} \to {}_{4}^{14}\mathrm {Be} +2~{}_{0}^{1}\mathrm {n} }
Beide Zwei-Nukleonen-Prozesse treten nahe der theoretischen Stabilitätsgrenze, dem „Rand der Nuklidkarte“ auf. Außerhalb davon kann es keine gebundenen Atomkerne geben.

### Beta-Zerfälle
Ein Beta-Zerfall tritt bei einem unausgewogenen Verhältnis von Neutronen zu Protonen im Kern auf. Die dabei entstehende Betastrahlung besteht entweder aus Elektronen (β−) oder Positronen (β+), die den Kern mit – je nach Nuklid – bis zu 99,9 Prozent der Lichtgeschwindigkeit verlassen.

#### Beta-Minus-Zerfall (β−)
Beim Beta-Minus-Zerfall wird im Kern ein Neutron in ein Proton umgewandelt. Dabei werden ein Elektron und ein Elektron-Antineutrino emittiert. Die Nukleonenzahl des Kerns ändert sich dabei nicht, seine Ordnungszahl erhöht sich um 1.
Die allgemeine Formel lautet
{\displaystyle {}_{Z}^{A}\mathrm {X} \to {}_{Z+1}^{A}\mathrm {Y} +\mathrm {e} ^{-}+{\overline {\nu }}_{\mathrm {e} }}
Der Mutterkern X mit Nukleonenzahl A und Protonenzahl Z zerfällt unter Aussendung eines Elektrons und eines Elektron-Antineutrinos in den Tochterkern Y mit gleicher Nukleonenzahl und um 1 erhöhter Protonenzahl.
Beispiel: Der Zerfall von Kohlenstoff-14 in das stabile Isotop Stickstoff-14:
{\displaystyle {}_{\ 6}^{14}\mathrm {C} \to {}_{\ 7}^{14}\mathrm {N} +\mathrm {e} ^{-}+{\overline {\nu }}_{\mathrm {e} }}
Beta-Minus-Strahlung lässt sich durch wenige Meter Luft oder z. B. durch eine Plexiglasplatte vollständig abschirmen.
Neutrino und Antineutrino unterliegen nur der schwachen Wechselwirkung. Wegen dieser äußerst seltenen Wechselwirkung mit Materie sind sie nur schwer nachzuweisen und für Lebewesen ungefährlich. Sonnen-Neutrinos durchqueren fast ungeschwächt Teile der Sonne und die ganze Erde.

#### Beta-Plus-Zerfall (β+)
Beim Beta-Plus-Zerfall wird im Kern ein Proton in ein Neutron umgewandelt; dabei werden ein Positron und ein Elektron-Neutrino emittiert. Die Nukleonenzahl des Kerns ändert sich dabei nicht, seine Ordnungszahl verringert sich um 1.
Die allgemeine Formel lautet
{\displaystyle {}_{Z}^{A}\mathrm {X} \to {}_{Z-1}^{A}\mathrm {Y} +\mathrm {e} ^{+}+\nu _{\mathrm {e} }}
Der Mutterkern X mit Nukleonenzahl A und Protonenzahl Z zerfällt unter Aussendung eines Positrons und eines Elektron-Neutrinos in den Tochterkern Y mit gleicher Nukleonenzahl und um 1 verminderter Protonenzahl.
Beispiel: Der Zerfall von Stickstoff-13 in das stabile Isotop Kohlenstoff-13:
{\displaystyle {}_{\ 7}^{13}\mathrm {N} \to {}_{\ 6}^{13}\mathrm {C} +\mathrm {e} ^{+}+\nu _{\mathrm {e} }}

#### (Einfacher) Elektroneneinfang (ε)
Eine andere Möglichkeit zur Umwandlung eines Protons in ein Neutron besteht im Elektroneneinfang, auch ε-Zerfall oder manchmal inverser β-Zerfall genannt. Dabei wird ein Elektron aus der Atomhülle in den Kern „gezogen“. Nach der typisch betroffenen Elektronenschale, der K-Schale, wird der Elektroneneinfang auch als K-Einfang bezeichnet. Ein Proton des Kerns wird in ein Neutron umgewandelt und ein Elektron-Neutrino emittiert. Die Veränderung des Kerns ist gleich wie beim β+-Zerfall: die Nukleonenzahl bleibt unverändert, die Ordnungszahl verringert sich um eins. Der Elektroneneinfang konkurriert daher mit dem β+-Zerfall. Da der β+-Zerfall die Energie für das emittierte Positron aufbringen muss, kommt energetisch nicht für jedes Nuklid, das mit Elektroneneinfang zerfällt, der β+-Zerfall in Frage. In der vom Elektroneneinfang betroffenen Schale wird ein Platz frei und Elektronen aus den äußeren Schalen rücken nach, wobei charakteristische Röntgenstrahlung emittiert wird.
Allgemein lautet die Formel für den Elektroneneinfang
{\displaystyle {}_{Z}^{A}\mathrm {X} +\mathrm {e} ^{-}\to {}_{Z-1}^{A}\mathrm {Y} +\nu _{\mathrm {e} }}
Der Mutterkern X fängt ein Elektron aus der Atomhülle ein und wandelt sich unter Emission eines Elektron-Neutrinos in den Tochterkern mit gleicher Nukleonenzahl und um 1 verminderter Protonenzahl um.
Beispiel: Der Zerfall von Nickel-59 zu Kobalt-59:
{\displaystyle {}_{28}^{59}\mathrm {Ni} +\mathrm {e} ^{-}\to {}_{27}^{59}\mathrm {Co} +\nu _{\mathrm {e} }}

#### Doppelter Elektroneneinfang (2ε)
Für einige Kerne ist ein einfacher Elektroneneinfang energetisch nicht möglich, sie können aber durch gleichzeitiges Einfangen zweier Elektronen zerfallen. Da derartige Zerfälle zwei schwache Wechselwirkungen gleichzeitig benötigen, haben sie extrem lange Halbwertszeiten. Direkt nachgewiesen wurden sie erstmals 1986.
Beispiel: Der Zerfall von Xenon-124 in Tellur-124:
{\displaystyle {}_{\ 54}^{124}\mathrm {Xe} +2~\mathrm {e} ^{-}\to {}_{\ 52}^{124}\mathrm {Te} +2~\nu _{\mathrm {e} }}

#### Doppelter Beta-Minus-Zerfall (2β−)
Für einige Kerne ist ein einfacher Beta-Zerfall energetisch nicht möglich, sie können aber unter Abstrahlung zweier Elektronen zerfallen. Da derartige Zerfälle zwei schwache Wechselwirkungen gleichzeitig benötigen, haben sie extrem lange Halbwertszeiten. Direkt nachgewiesen wurden sie erstmals 1987.
Beispiel: Der Zerfall von Zirkonium-96 in Molybdän-96:
{\displaystyle {}_{40}^{96}\mathrm {Zr} \to {}_{42}^{96}\mathrm {Mo} +2~\mathrm {e} ^{-}+2~{\overline {\nu }}_{\mathrm {e} }}
Ob beim doppelten Beta-Zerfall stets zwei Neutrinos emittiert werden oder ob auch ein neutrinoloser doppelter Beta-Zerfall vorkommt, ist bisher (2016) nicht beantwortet. Könnte der neutrinolose Fall nachgewiesen werden, so hätten sich die Neutrinos gegenseitig annihiliert, was bedeuten würde, dass Neutrinos ihre eigenen Antiteilchen sind. Damit wären sie sogenannte Majorana-Teilchen.

### Übergänge zwischen Zuständen desselben Kerns

#### Gamma-Zerfall (γ)
Ein Gamma-Zerfall tritt allgemein auf, wenn ein Atomkern nach einem vorherigen anderen Zerfall in einem angeregten Zustand verbleibt. Durch Emission hochenergetischer elektromagnetischer Strahlung (γ-Strahlung) gibt der Atomkern Energie ab und geht in einen Zustand niedrigerer Energie über. Die Neutronen- und Protonenzahl des Kerns ändern sich dabei nicht. Die Bezeichnung Gamma„zerfall“ ist insofern etwas irreführend, aber trotzdem übliche Nomenklatur. Der Gammazerfall erfolgt bis auf wenige Ausnahmen innerhalb kürzester Zeit (10−18 bis 10−12 Sekunden) nach einem vorherigen Zerfall.
Die allgemeine Formel ist
{\displaystyle {}_{Z}^{A}\mathrm {X} ^{*}\to {}_{Z}^{A}\mathrm {X} +\gamma }
Der angeregte Kern X regt sich unter Aussendung eines Gammaquants ab.

Zerfallsschema von ^{60}Co

Zerfallsschema von ^{99 m}Tc

Ein bekanntes Beispiel ist die Aussendung von Gammastrahlung durch einen Nickel-60-Kern, der (meist) durch Beta-Zerfall eines Cobalt-60-Kerns entstanden ist:
{\displaystyle {}_{28}^{60}\mathrm {Ni} ^{*}\to {}_{28}^{60}\mathrm {Ni} +{\gamma }}
Das Zerfallsschema dieses Prozesses ist in der Grafik am rechten Rand dargestellt. 60Co, ein Nuklid mit vielen praktischen Anwendungen, ist ein Beta-Minus-Strahler mit einer Halbwertszeit von 5,26 Jahren. Es zerfällt in einen angeregten Zustand von 60Ni*, der praktisch sofort mit einer Halbwertszeit von etwas weniger als 1 ps durch Emission von (meist) einer Kaskade aus zwei Gammaquanten in den Grundzustand übergeht.
Bei den praktischen Anwendungen von 60Co und vielen anderen Radionukliden geht es sehr oft nur um diese Gammastrahlung; die Alpha- oder Betastrahlung wird in diesen Fällen durch das Gehäuse des radioaktiven Präparates abgeschirmt und nur die Gammastrahlung dringt nach außen.
Obwohl die Gammastrahlung aus dem Tochternuklid des Alpha- oder Beta-Zerfalls kommt, ordnet man sie sprachlich immer dessen Mutternuklid zu. Man spricht vom „Gammastrahler“ Cobalt-60 usw., denn die einzige praktisch brauchbare Quelle dieser Gammastrahlung ist ein 60Co-Präparat.
Nur wenn der angeregte Zustand ein Isomer ist, d. h. eine ausreichend lange Halbwertszeit hat, kann die eigentliche Gammastrahlungsquelle getrennt von ihrer Erzeugung genutzt werden, wie im Falle von Technetium-99:
{\displaystyle {}_{43}^{99\mathrm {m} }\mathrm {Tc} \to {}_{43}^{99}\mathrm {Tc} +{\gamma }}
Dieses Technetium-Isotop mit einer Halbwertszeit von sechs Stunden wird in der medizinischen Diagnostik verwendet.
Zur Abschirmung von γ-Strahlung sind unter Umständen dezimeterdicke Beton- oder Bleiplatten nötig, denn sie hat in Materie keine bestimmte Reichweite, sondern wird nur exponentiell abgeschwächt. Es gibt daher für jedes Abschirmmaterial eine von der Gammaenergie abhängige Halbwertsdicke. Gammastrahlung ist wie Licht elektromagnetische Strahlung, ihr Quant ist aber sehr viel energiereicher und liegt damit weit außerhalb des für das menschliche Auge sichtbaren Spektrums.

#### Innere Konversion (IC)
Die beim Übergang eines Atomkerns in einen energetisch niedrigeren Zustand freiwerdende Energie kann auch an ein Elektron der Atomhülle abgegeben werden. Diesen Vorgang nennt man Innere Konversion. Die Konversionselektronen haben dementsprechend ganz charakteristische Energien, zeigen also im Gegensatz zu β-Elektronen ein Linienspektrum.
{\displaystyle {}_{Z}^{A}\mathrm {X} ^{*}\to {}_{Z}^{A}\mathrm {X} }
Der angeregte Kern X regt sich ab. Die dabei freiwerdende Energie geht als kinetische Energie auf ein Elektron der Atomhülle über.
Bei innerer Konversion fehlt nach dem Zerfall in der Hülle eine negative Elementarladung und es bleibt ein positives Ion zurück.

#### Innere Paarbildung
In einigen Fällen erfolgt der Übergang in einen niedrigeren Energiezustand durch die Emission eines Elektron-Positron-Paars (innere Paarbildung). Dies geschieht dann, wenn die Energiedifferenz hoch ist und die Emission eines Gamma-Quants aufgrund der Drehimpulserhaltung nicht möglich ist.

## Zerfallsreihen
Beim radioaktiven Zerfall entstehen Zerfallsprodukte, die sich in der Protonen- und/oder Neutronenzahl oder in dem Anregungszustand von den Ursprungskernen unterscheiden. Zerfallsprodukte können stabil oder ihrerseits radioaktiv sein. Im letztgenannten Fall wird sich einer oder mehrere radioaktive Zerfälle anschließen, bis schließlich ein stabiles Nuklid als Endprodukt entstanden ist. Diese Aufeinanderfolge radioaktiver Zerfälle heißt Zerfallsreihe oder Zerfallskette.
So zerfällt das Isotop Uran-238 unter Aussendung eines Alpha-Teilchens in Thorium-234, dieses wandelt sich dann durch einen Beta-Zerfall in Protactinium-234 um, welches wieder instabil ist und so fort. Nach insgesamt 14 oder 15 Zerfällen endet diese Zerfallsreihe beim stabilen Kern Blei-206. Da manche Kerne auf verschiedene Weisen zerfallen können (siehe Zerfallskanal), können von einem Mutterkern mehrere Zweige der gleichen Zerfallsreihe ausgehen (die sich auch wieder treffen können). So gehen zum Beispiel etwa 64 % der Atome einer Bismut-212-Probe durch einen Beta-Zerfall in Polonium-212, die übrigen etwa 36 % durch einen Alpha-Zerfall in Thallium-208 über.
Eine ursprünglich reine Probe eines Radionuklids kann auf diese Weise mit der Zeit in ein Gemisch verschiedener Radionuklide übergehen. Dabei sammeln sich langlebige Nuklide stärker an als kurzlebige.

## Abschirmung und Reichweite

Alphastrahlung wird durch ein Blatt Papier, Betastrahlung durch ein Metallblech von einigen Millimeter Dicke vollständig absorbiert; zur hinreichenden Schwächung von Gammastrahlung braucht man – je nach Energie dieser Strahlung – mehrere Zentimeter bis Dezimeter eines Materials möglichst hoher Dichte (siehe Abschirmung (Strahlung)).

α-Strahlung kann schon mit einem Blatt Papier, dünner Pappe oder durch Luft abgeschirmt werden. Zur Abschirmung von β−-Strahlung (Elektronen) werden dünne Schichten aus Plexiglas oder Blech verwendet, wobei Materialien mit geringer Ordnungszahl auf Grund geringerer auftretender Bremsstrahlung sich besser eignen. Zur Abschirmung von γ-Strahlung werden Materialien hoher Ordnungszahlen verwendet, z. B. Blei. Gleiches gilt für β+-Strahlung, weil bei deren Absorption durch Annihilation γ-Strahlung entsteht.
Generell steigt die Reichweite ionisierender Strahlung mit ihrer Energie und fällt mit der Dichte des Abschirmmaterials. α-Strahlung der kinetischen Energie von 5 MeV hat in Luft eine Reichweite von 3,6 cm, dagegen in Gewebe nur 0,04 mm. Hauptsächlich gibt ionisierende Strahlung Energie durch Stöße mit den Atomen des Abschirmmaterials ab, dabei werden Atome ionisiert oder angeregt, wodurch wiederum Sekundärelektronen und Röntgenstrahlung innerhalb des Abschirmmaterials entstehen.

## Radioaktivität in der Umwelt
Radioaktivität kommt in unserer Umwelt teils natürlich (ohne Zutun des Menschen) vor, teils wurde oder wird sie durch menschliche Tätigkeiten erzeugt („anthropogen“). Ursachen natürlicher radioaktiver Strahlung sind primordiale Radionuklide mit ihren Folgeprodukten sowie Nuklide, die durch die kosmische Strahlung in der Erdatmosphäre erzeugt werden. Menschlich verursachte Radioaktivität weist meist eine von der natürlichen abweichende Isotopenzusammensetzung auf, denn sie enthält auch kurzlebige, nicht in Zerfallsreihen oder Spallationsprozessen entstehende Radionuklide.

### Natürlich vorkommende Radioaktivität
Die primordialen Radionuklide stammen aus dem Material der Urerde und sind wegen ihrer großen Halbwertszeit heute noch vorhanden. Zu ihnen gehören das im menschlichen Körper stets enthaltene Kalium-40 und die als Kernbrennstoff wichtigen Isotope des Urans. Weitere Radionuklide entstehen indirekt als ständig nachproduzierte Zerfallsprodukte der radioaktiven Zerfallsreihen dieser primordiale Nuklide, wie das überall aus dem Erdboden austretende Gas Radon. Diese Nuklide bezeichnet man als radiogen. Weitere, kosmogene Radionuklide werden laufend in der Atmosphäre durch Kernreaktionen mit der kosmischen Strahlung erzeugt. Zu ihnen gehört Kohlenstoff-14, der ebenso wie Kalium-40 durch den Stoffwechsel in alle Organismen gelangt.
Die Strahlung der überall vorhandenen natürlichen Radionuklide wird als terrestrische Strahlung bezeichnet.

### Vom Menschen erzeugte oder freigesetzte Radioaktivität
Schon lange vor Entdeckung der Radioaktivität wurden durch menschliche Tätigkeiten wie Bergbau und Kohleverbrennung radioaktive Stoffe freigesetzt. Paracelsus beschrieb 1567 die Schneeberger Krankheit. Metallerze und Kohle enthalten mehr Radionuklide als die durchschnittliche Biosphäre; Schachtanlagen befördern Radon aus dem Erdinnern an die Oberfläche.
Mit der Förderung von Uran, dem Bau von Kernkraftwerken und vor allem dem Bau und dem oberirdischen Test von Kernwaffen wurde Radioaktivität in die Biosphäre entlassen, die globale Auswirkungen hatte.
Große Mengen an radioaktiven Substanzen wurden (neben den Atomtests bis 1963) durch Unfälle kerntechnischer Anlagen frei. Am bekanntesten sind die Nuklearkatastrophe von Tschernobyl und die Nuklearkatastrophe von Fukushima. Nach 1990 wurde ebenfalls der Kyschtym-Unfall 1957 und die dabei ausgetretene Osturalspur bekannt.
Medizinische Anwendungen oder Materialuntersuchungen mit ionisierender Strahlung tragen nicht zur menschlich bedingten Radioaktivität bei. Soweit überhaupt radioaktive Stoffe genutzt werden, sind dies kurzlebige Nuklide in geringen Mengen, wie z. B. in der Positronen-Emissions-Tomographie.
Bestimmte langlebige Nuklide aus dem radioaktiven Abfall der Kernspaltung könnten künftig durch Transmutation in weniger aufwändig zu lagernde kurzlebigere Nuklide verwandelt werden.

## Größen und Maßeinheiten

### Aktivität
Als Aktivität bezeichnet man die Anzahl der Zerfallsereignisse pro Zeitspanne, die in einer Probe eines radioaktiven oder radioaktiv kontaminierten Stoffes auftritt. Angegeben wird die Aktivität üblicherweise in der SI-Einheit Becquerel (Bq). 1 Becquerel entspricht einem Zerfall pro Sekunde.

### Strahlendosis
Zu den Größen und Maßeinheiten, die sich auf die Wirkung ionisierender Strahlung (aus radioaktiven oder anderen Quellen) beziehen, gehören
- die Energiedosis mit der Maßeinheit Gray, die die absorbierte Energie pro Masse in Joule/Kilogramm (J/kg) beschreibt,
- die Äquivalentdosis mit der Maßeinheit Sievert, entspricht der Energiedosis, korrigiert um festgelegte Wichtungsfaktoren für verschiedene Strahlungsarten und
- die Ionendosis mit der Maßeinheit Coulomb/Kilogramm (C/kg), die die Menge der verursachten Ionisierungsvorgänge beschreibt.

## Messgeräte für Strahlung aus Radioaktivität
Für Nachweis und quantitative Messung der Strahlung gibt es viele Arten von Detektoren, die jeweils für bestimmte Strahlenarten geeignet sind. Ein bekanntes Beispiel ist der Geigerzähler. Ionisationskammern und Nebelkammern sind zum Nachweis von Alpha-, Beta- und Gammastrahlung verwendbar, Szintillationszähler und Halbleiterdetektoren dienen der Detektion von Beta- und Gammastrahlen.
Für den Strahlenschutz werden zur Messung verschiedene Typen von Dosimetern und Dosisleistungsmessern verwendet. Sie enthalten jeweils einen oder mehrere der vorstehend genannten Detektoren.
Die allererste Messung, die eine quantitative Aussage über die Strahlung ergab, wurde von Pierre Curie und Marie Curie mit Hilfe eines Elektroskops durchgeführt. Dieses maß die Abnahme einer elektrischen Ladung aufgrund der durch die Ionisation hervorgerufenen Leitfähigkeit der Luft. Das gleiche Messprinzip wird noch heute (2016) im Füllhalterdosimeter benutzt.

## Anwendungen

### Technische Anwendungen
Radionuklidbatterien werden in der Raumfahrt zur Stromversorgung und Radionuklid-Heizelemente zur Heizung verwendet. Jenseits der Jupiter-Umlaufbahn reicht die Strahlung der weit entfernten Sonne nicht mehr aus, um mit Solarzellen in praktikabler Größe den Energiebedarf der Sonden zu decken. Ebenfalls können starke Strahlungsgürtel, wie sie z. B. Jupiter umgeben, den Einsatz von Solarzellen unmöglich machen. In der UdSSR wurden sehr leistungsstarke Radionuklidbatterien mit Strontium-90-Füllung verwendet, um Leuchttürme und Funkfeuer am Polarkreis zu betreiben.
Wichtige Anwendungen, die die Radioaktivität von Stoffen ausnutzen, sind die Altersbestimmung von Objekten und die Materialprüfung.
In der Archäologie, Kunstwissenschaft, Geologie und Paläoklimatologie werden Messungen der Konzentration radioaktiver Isotope zur Altersbestimmung verwendet, z. B. die Radiokohlenstoffdatierung (Radiokarbonmethode).
Eine technische Anwendung ist die Dickenmessung und Materialprüfung mittels Durchstrahlung. Hierbei wird ein Material mit Gamma-Strahlen bestrahlt und ein Zähler ermittelt aufgrund der durchdringenden Strahlen und des Absorptionsgesetzes die mittlere Dichte bei bekannter Schichtdicke oder umgekehrt die Schichtdicke bei bekannter Dichte. Die Strahlung kann auch auf einem Röntgenfilm hinter der Materialschicht ein Bild erzeugen. In dieser Form wird die Durchstrahlungsprüfung bei Werkstoffen angewandt.
Auch radiometrische Füllstandmessungen in Großbehältern mit Schüttgut oder Granulaten werden mit Gamma-Durchstrahlung von einer zur anderen Behälterwand ausgeführt.
In der Geophysik und Biologie eignen sich radioaktive Substanzen als Tracer, um das Fließverhalten z. B. von Grundwasser im Boden oder Blut in einem Gewebe zu untersuchen. Dazu wird eine bekannte Menge des Stoffs an einer bestimmten Stelle eingeleitet und die zeitliche und räumliche Verteilung der Aktivität gemessen.
Bei radioaktiver Leuchtfarbe wird eine fluoreszierende Substanz mit der ionisierenden Strahlung einer ebenfalls in der Farbe enthaltenen radioaktiven Substanz zum Leuchten angeregt. Tritiumgaslichtquelle sind eine ähnlich funktionierende Anwendung, nur dass hier das radioaktive Gas Tritium als Energiequelle für die Fluoreszenz dient.

### Materialuntersuchungen
In der Festkörperphysik und Festkörperchemie werden radioaktive Isotope zur Untersuchung von Materialien genutzt, wie z. B. Metalle und Legierungen, Halbleiter, Isolatoren und funktionelle Keramiken. Hierbei stehen lokale Defekte und Diffusion im Vordergrund, die die Funktionalität der Materialien häufig bestimmen. Diese werden heute in vielen elektronischen Anwendungen, wie Elektronik, Batterien, Computerchips, Festplattenlaufwerke, Beleuchtung etc., eingesetzt. Ohne ein tieferes Verständnis dieser Materialien wäre eine gezielte Anwendung nicht denkbar.
Eine Anwendungen ist die Elementanalyse mit Gammaspektroskopie. Präzisionsmessungen in der chemischen Analytik und Untersuchungen der lokalen Struktur in Festkörpern werden z. B. mit der Mößbauer-Spektroskopie oder der Gestörten Gamma-Gamma-Winkelkorrelation durchgeführt. Diese Methoden der Nuklearen Festkörperphysik nutzen spezielle radioaktive Isotope, die in besonderen Einrichtungen, wie z. B. ISOLDE am CERN oder in Kernreaktoren, hergestellt werden.
Radioaktive Sonden haben den großen Vorteil, dass nur sehr kleine Stoffmengen benötigt werden und sie meist nur in Spuren eingesetzt werden. In der Tracerdiffusion reichen meist wenige kBq aus, um Diffusionskoeffizienten in Festkörpern zu ermitteln. Bei Gestörter Gamma-Gamma-Winkelkorrelation sind nur ca. 1010 bis 1012 Atome pro Messung notwendig. Damit kann mit der Methode z. B. die Bindung von toxischen Metallen, wie Cadmium, Quecksilber oder Blei in-situ in biologischen Zellen untersucht werden. Mit beta-NMR werden pro Messung nur ca. 108 Atome benötigt.

### Medizinische Anwendungen
Die Anwendung offener radioaktiver Stoffe am Menschen ist Gegenstand der Nuklearmedizin.
In der nuklearmedizinischen Diagnostik kommt meist die Szintigrafie zum Einsatz. Dabei werden geringe Mengen einer γ-strahlenden Substanz (Tracer) am Patienten angewendet („appliziert“), zum Beispiel in eine Vene gespritzt oder eingeatmet. Die vom Tracer ausgehende Strahlung wird außerhalb des Körpers von einer auf Szintillationsdetektoren beruhenden Gammakamera registriert und ergibt eine zweidimensionale bildliche Darstellung. Moderne Weiterentwicklungen der Methode erlauben mittels Computertomographie dreidimensionale Darstellungen (Single Photon Emission Computed Tomography, SPECT); ein weiteres bildgebendes Verfahren in der Nuklearmedizin, das auch dreidimensionale Bilder liefert, ist die Positronen-Emissions-Tomografie (PET). Mit radioaktiven Stoffen können auch bestimmte Laboruntersuchungen durchgeführt werden, zum Beispiel der Radioimmunassay.
In der nuklearmedizinischen Therapie werden reine oder überwiegende β-Strahler verwendet. Die häufigsten Anwendungsgebiete sind die Radioiodtherapie bei gutartigen und bösartigen Erkrankungen der Schilddrüse, die Radiosynoviorthese bei bestimmten Gelenkerkrankungen und die Radionuklidbehandlung zur Schmerzlinderung bei Knochenmetastasen.
In der Strahlentherapie wurden früher häufig Radionuklide in Form von umschlossenen Gammastrahlern verwendet, bei denen keine radioaktive Substanz entweichen und vom Körper aufgenommen werden kann. Auf Grund des Gefährdungspotentials für das medizinische Personal werden diese zur Bestrahlung des Körpers von außen vermehrt durch harte Röntgenstrahlung ersetzt, die mit Elektronen-Linearbeschleunigern erzeugt wird. Anwendung finden die umschlossenen Gammastrahler zum Beispiel noch in der Brachytherapie oder Radiochirurgie.

## Gefährlichkeit

ADR Gefahrgutklasse 7 Radioaktive Stoffe

Hinsichtlich der Gefährlichkeit von Radioaktivität müssen verschiedene Risiken unterschieden werden:
- Strahlenbelastung als Fernwirkung (siehe auch Dosiskonversionsfaktor)
- Kontamination (Verunreinigung) mit radioaktivem Material, die unter Umständen zu lange andauernder Bestrahlung führen kann, z. B. bei Kontamination der Haut
- Inkorporation (Aufnahme) radioaktiver Substanz in den Körper durch Einatmen (Inhalation) oder Essen/Trinken (Ingestion).

Diese Begriffe werden in Berichterstattung und Öffentlichkeit manchmal verwechselt. Entsprechend wird beispielsweise der Ausdruck „verstrahlt“ heute (2016) oft falsch anstatt kontaminiert benutzt; Verstrahlung bedeutet ursprünglich – analog der Verbrennung – eine durch Bestrahlung hervorgerufene erhebliche Schädigung oder Verletzung.
Für die zum Teil gefährliche biologische Wirkung ist nicht die Radioaktivität an sich, sondern die von ihr ausgehende ionisierende Strahlung verantwortlich.
Die Folgen der Wirkung niedrig dosierter Strahlung (Niedrigstrahlung) auf Umwelt und Lebewesen werden vielfach diskutiert. Sie sind schwer nachzuweisen. Dabei ist auch die Festlegung zulässiger Grenzwerte umstritten.

## Warnsymbole

Warnzeichen nach ISO 21482, das nur direkt auf den gefährlichen radioaktiven Strahlern angebracht wird

Da das bisher verwendete Strahlenwarnzeichen (Trefoil-Symbol: ☢) oft nicht als Warnung vor starken radioaktiven Strahlern erkannt wurde und Menschen ein stark strahlendes Nuklid aus seiner Abschirmung entnahmen (zum Beispiel der Goiânia-Unfall), kam es vor allem in Entwicklungsländern schon zu tödlichen Unfällen. Am 15. Februar 2007 gab deshalb die IAEO bekannt, dass direkt an Strahlern der Strahlungskategorie 1, 2 und 3 ein neues, auffälligeres Warnschild angebracht werden soll. Dieses warnt mit Hilfe von aussagekräftigeren Symbolen vor der tödlichen Gefahr durch ionisierende Strahlung und fordert zur Flucht auf. Am Behälter selbst soll weiterhin nur das alte Symbol angebracht werden, da er die Strahlung soweit abschirmt, dass sie keine unmittelbare Gefahr darstellt. Durch die Normung als ISO-Norm 21482 soll das neue Warnschild für gefährliche Strahlenquellen möglichst schnell und international verbindlich eingeführt werden. In Deutschland ist das Warnschild weder in eine nationale Norm übernommen noch in die Unfallverhütungsvorschriften eingefügt. Es ist auch nicht im Entwurf der Neufassung der DIN 4844-2, die Warnschilder regelt, enthalten. In Österreich ist es in der OENORM ISO 21482 genormt.
Bei schwachen Strahlenquellen soll keine Änderung der Kennzeichnung erfolgen. Die Entwicklung von Symbolen zur Warnung der Nachwelt vor radioaktiven Gefahren ist Gegenstand der Atomsemiotik.